# オカムラいすの博物館

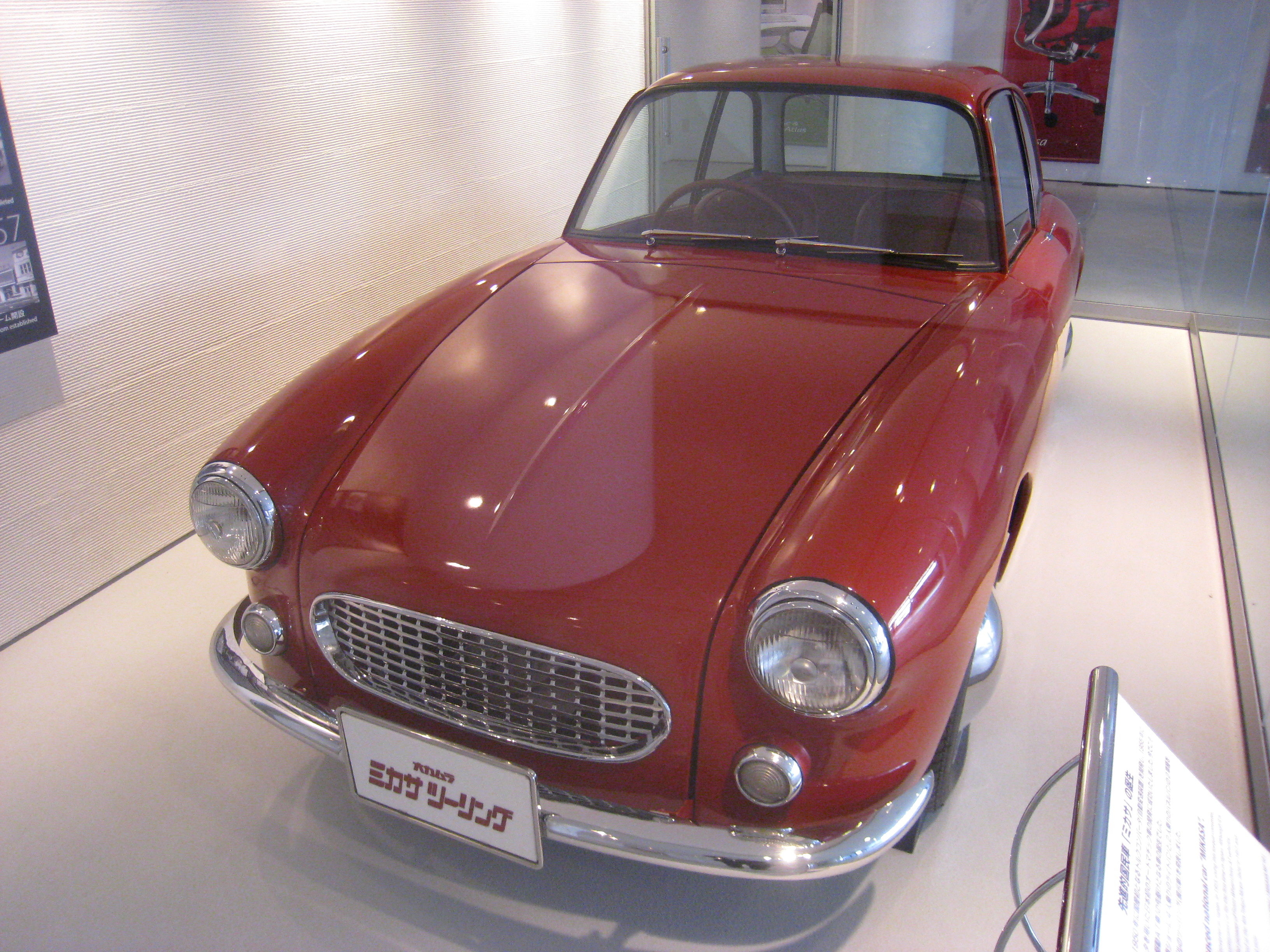
ミカサ・ツーリング

オカムラいすの博物館とはオカムラが運営する椅子に関する企業博物館である。所在地は東京都千代田区永田町。

## 概要
オカムラ（本社：神奈川県横浜市）の椅子をテーマとした企業博物館として2009年に開館。
館内では、オカムラ製の歴代のデスクチェアのほか鉄道車両や劇場で実際に使用されている椅子の展示、人間工学の視点から捉えた椅子のテクノロジーに関する展示などがなされている。また、建物の1階部分にはかつて岡村製作所が製造していた自動車「ミカサ・ツーリング」の実物が展示されている。
なお、利用の際は事前に予約する必要がある。

## 所在地・アクセス
- 所在地 - 千代田区永田町2-13-2　オカムラ山王ショールーム内
- 休館日 - 土日祝日
- 開館時間 - 午前9時～午後5時
- 入館料 - 無料
- 交通アクセス
  - 地下鉄銀座線・丸ノ内線 赤坂見附駅より徒歩5分
  - 地下鉄銀座線・南北線 溜池山王駅より徒歩5分
  - 地下鉄千代田線 国会議事堂前駅より徒歩5分
  - 地下鉄千代田線 赤坂駅より徒歩6分